# Die Rechtsprechung
Die Rechtsprechung war eine österreichische Monatszeitung. Sie erschien monatlich von 1919 bis 1934 in Wien. Die Zeitung ist ganzheitlich in Deutsch abgefasst. Verlegt wurde Die Rechtsprechung vom Verband Österreichischer Banken und Bankiers. Mit der Redaktion war Max Sokal betraut.